# Rudymar Fleming
Rudymar Fleming Pernil (26 de octubre de 1980) es una deportista venezolana que compitió en judo. Ganó una medalla de plata en los Juegos Panamericanos de 2003 y una medalla de bronce en el Campeonato Panamericano de Judo de 1999.

## Palmarés internacional
| Juegos Panamericanos    | Juegos Panamericanos            | Juegos Panamericanos | Juegos Panamericanos |
| Año                     | Lugar                           | Medalla              | Categoría            |
| ----------------------- | ------------------------------- | -------------------- | -------------------- |
| 2003                    | Santo Domingo (Rep. Dominicana) | Medalla de plata     | –57 kg               |
| Campeonato Panamericano |                                 |                      |                      |
| Año                     | Lugar                           | Medalla              | Categoría            |
| 1999                    | Montevideo (Uruguay)            | Medalla de bronce    | –63 kg               |